# Attenzione fluttuante
Nella formulazione che ne diede Sigmund Freud, la tecnica della psicoanalisi è basata su una particolare forma di ascolto detta attenzione fluttuante, nella quale lo psicoanalista ascolta quello che dice il paziente nelle sue associazioni libere, quasi in una dimensione stoica in cui tutto ha ugualmente significato.
La "regola fondamentale" prescrive al paziente di dire le cose così come per la prima volta gli si presentano alla mente; in altre parole, il paziente deve dare diritto di cittadinanza al materiale inconscio come all'ideazione conscia. Nello stesso identico modo, lo psicoanalista che ascolta il paziente non deve (solo) imporre alle verbalizzazioni di questo l'attività razionalizzante e interpretante del suo Io (che potrebbe avere la funzione di difenderlo da verità sgradite), ma dare uguale ascolto alle risonanze interiori che le confessioni del paziente gli suscitano. In questo modo, la sua attenzione non deve essere fissa sulle associazioni libere del paziente, ma per così dire, concedersi una lieve distrazione, guardarsi dentro, mantenere un'attenzione fluttuante.